# Burbank (Illinois)
Burbank és una ciutat dels Estats Units a l'estat d'Illinois. Segons el cens del tenia 27.902 habitants.

## Demografia
Segons el cens del 2000, Burbank tenia 27.902 habitants, 9.317 habitatges, i 7.267 famílies. La densitat de població era de 2.583,5 habitants/km².
Dels 9.317 habitatges en un 34,4% hi vivien nens de menys de 18 anys, en un 60,8% hi vivien parelles casades, en un 12,1% dones solteres, i en un 22% no eren unitats familiars. En el 18,9% dels habitatges hi vivien persones soles el 10,3% de les quals corresponia a persones de 65 anys o més que vivien soles. El nombre mitjà de persones vivint en cada habitatge era de 2,98 i el nombre mitjà de persones que vivien en cada família era de 3,44.
Per edats la població es repartia de la següent manera: un 25,1% tenia menys de 18 anys, un 9,9% entre 18 i 24, un 28% entre 25 i 44, un 22,8% de 45 a 60 i un 14,1% 65 anys o més.
L'edat mediana era de 37 anys. Per cada 100 dones de 18 o més anys hi havia 93,5 homes.
La renda mediana per habitatge era de 49.388 $ i la renda mediana per família de 56.279 $. Els homes tenien una renda mediana de 38.994 $ mentre que les dones 26.651 $. La renda per capita de la població era de 18.923 $. Aproximadament el 4,5% de les famílies i el 5,1% de la població estaven per davall del llindar de pobresa.

## Poblacions més properes
El següent diagrama mostra les poblacions més properes.